# Elipando de Toledo
Elipando de Toledo (n. 756 - d. 807) a fost un episcop de Toledo care a trăit spre sfârșitul secolului al VIII-lea, și care a fost principalul apărător al adopționismului.  
A susținut, posibil datorită influenței Islamului și a arianismului vizigot, că Hristos este Fiul lui Dumnezeu nu prin natura sa, ci prin adoptarea sa de către Tată. 
Și-a apărat teza în fața Sinodului de la Frankfurt (794), într-un memoriu adresat episcopilor spanioli, și în Consiliul de la Aquisgrán (800). În această ultimă ocazie l-a avut drept adversar în dispută pe Alcuin, care l-a înfrânt.  
Împotriva lui Elipando au scris Beato de Liébana și Eterio de Osma, acesta din urmă în „Apologeticum”, un text împotriva adopționismului. 